# 蓋斯科格爾山 (斯圖拜阿爾卑斯山脈)
47°12′15″N 11°3′12.4″E / 47.20417°N 11.053444°E

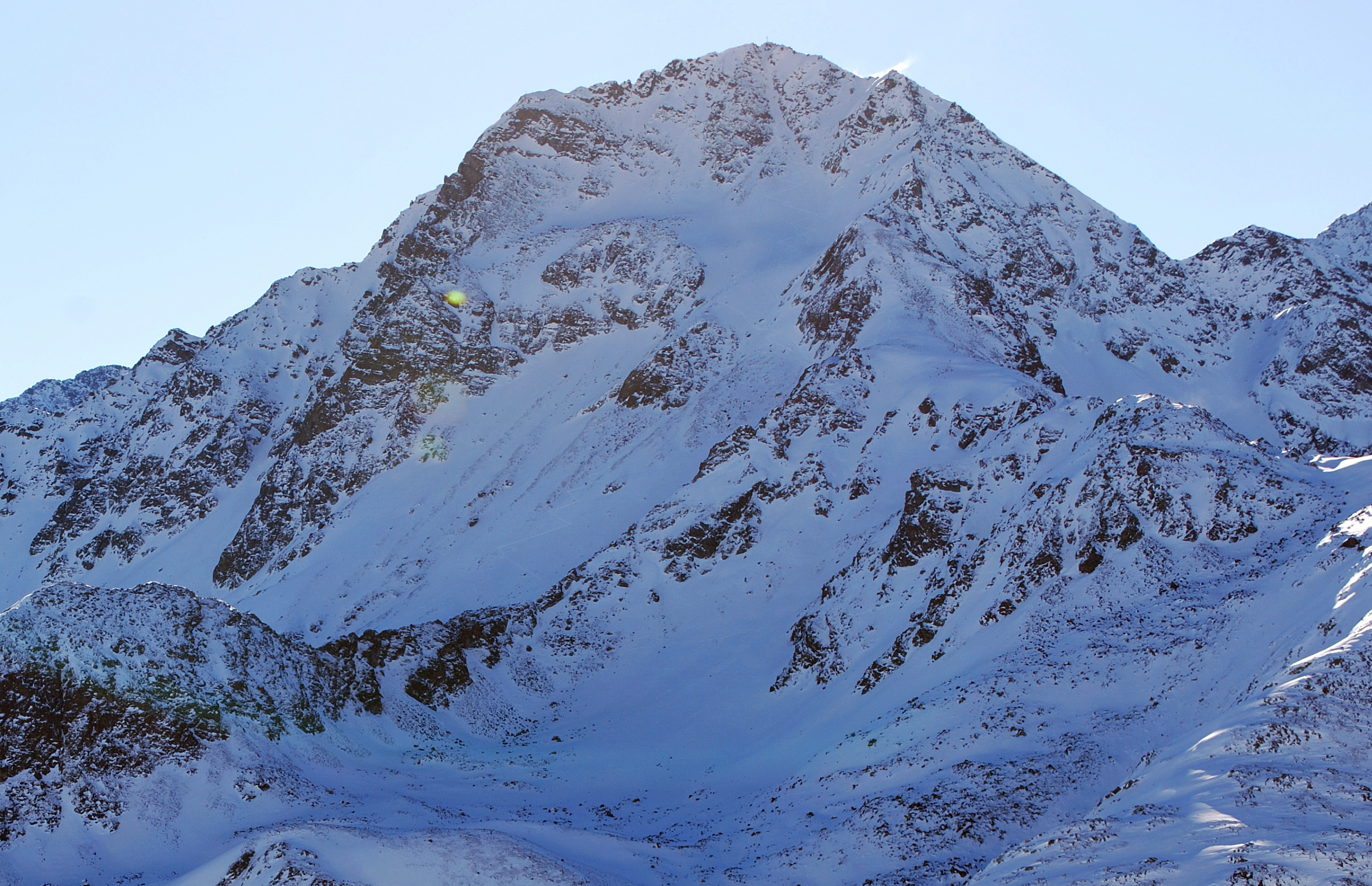

蓋斯科格爾山（德語：Gaißkogel），是奧地利的山峰，位於該國西部，由蒂羅爾州負責管轄，屬於斯圖拜阿爾卑斯山脈的一部分，海拔高度2,820米，每年平均降雨量1,666毫米。